# ایتراکونازول
ایتراکونازول (به انگلیسی: Itraconazole) عامل ضدقارچی تریاازول برای عفونت‌های قارچی است که در سال ۱۹۸۴ اختراع شده‌است.. این دارو را می‌توان از طریق دهان یا وریدی تزریق کرد.
لیستی از داروهای ضروری سازمان بهداشت جهانی، مهم‌ترین داروهای مورد نیاز در یک سیستم بهداشت عمومی است.

## مکانیسم اثر
ایتراکونازول اثر ضد قارچ خود را، از طریق مهار آنزیم سیتوکروم P-۴۵۰ اعمال می‌کند. با مهار این سیتوکروم، تولید ارگوسترول که یک جزء حیاتی در غشاء سلولی قارچ است، مهار می‌گردد.
نکته از فارماکولوژی کاتزونگ: آمفوتریسینB و آزول‌ها (فلوکونازول، کتوکونازول و ایتراکونازول) در برابر قارچ‌ها، توکسیسیته انتخابی دارند، زیرا با سنتز ارگوسترول، که استرول منحصربه‌فرد غشای سلولی قارچ‌ها می‌باشد، تداخل می‌نمایند. آزول‌ها با مهار تولید ارگوسترول، نفوذپذیری غشای سلولی قارچ را مختل می‌کنند.

## موارد و طریقه مصرف
- درمان بلاستومایکوز ریوی و خارج ریوی
- درمان هیستوپلاسموز

### طریقه مصرف
بالغین: ۲۰۰ میلی‌گرم از راه خوراکی، یک بار در روز تجویز می‌شود. در صورتی که شرایط بیمار بهبود نیافت یا علایم پیشرفت بیماری قارچی ظاهر شد، دوز دارو را هر بار ۱۰۰ میلی‌گرم، تا حداکثر ۴۰۰ میلی‌گرم در روز، افزایش می‌دهیم. دارو در مقادیر بالاتر از ۲۰۰ میلی‌گرم در روز را، باید در دو دوز منقسم تجویز نمود.
- درمان آسپرژیلوس ریوی و خارج ریوی، در بیمارانی که به آمفوتریسینB پاسخ نمی‌دهند.

بالغین: روزانه ۵۰ تا ۴۰۰ میلی‌گرم از راه خوراکی تجویز می‌شود. دورهٔ درمان بر حسب شرایط، شدت بیماری، و پاسخ به درمان، از یک روز تا شش ماه متغیر است.
نکته از فارماکولوژی کاتزونگ: ایتراکونازول داروی انتخابی برای بلاستومایسس، اسپوروتریکس و کروموبلاستومایکوز می‌باشد.
- درمان انواع مایکوز:

مایکوزهای سطحی: درماتوفیتوز، پتریازیس ورسیکالر، سبوپسوریازیس، کاندیدیاز واژینال، دهانی یا جلدی مخاطی، انکومایکوز
مایکوزهای سیستمیک: کاندیدیاز، عفونت‌های کریپتوکوکال، کوکسیدیومایکوز
مایکوزهای زیرجلدی: اسپوروتریکوز، کرومومایکوز
- لیشمانیوز جلدی
- کراتیت قارچی
- زایگومایکوز
- کوکسیدیو مایکوز

## موارد منع مصرف
- حساسیت مفرط نسبت به دارو
- مصرف همزمان با ترفنادین
- دوران شیردهی
- مصرف همزمان با سیزاپراید

نکته: تا چند سال قبل، حاملگی نیز جزو کنترااندیکاسیون‌های ایتراکونازول بود.
نکته از فارماکولوژی کاتزونگ: مصرف همزمان سیزاپراید با ایتراکونازول و کتوکونازول کاردیوتوکسیک (دارای سمیّت قلبی) بوده و تهدیدکنندهٔ حیات می‌باشد.

## موارد احتیاط
- کمبود ترشح اسید معده
- عفونت HIV (ایدز)

## تداخلات دارویی
- ایتراکونازول سطح پلاسمایی آنتی هیستامینهای غیر آرامبخش، سیکلوسپورین و دیگوکسین را افزایش می‌دهد.
- بدنبال مصرف همزمان این دارو با ترکیبات سولفونیل اوره احتمال بروز هیپوگلیسمی افزایش می‌یابد.
- آنتاگونیست‌های H۲، ایزونیازید، فنی توئین، ریفامپین سطح پلاسمایی این دارو را کاهش می‌دهند.
- مصرف همزمان ایتراکونازول با ترفنادین و سیزاپراید توصیه نمی‌شود.

## عوارض جانبی
- در سلسله اعصاب مرکزی: سردرد، سرگیجه، بی خوابی
- در قلب و عروق: هیپرتانسیون
- در پوست: بثورات، خارش
- در دستگاه گوارش: تهوع، استفراغ، اسهال، درد شکم، بی اشتهایی
- در دستگاه تناسلی ادراری: آلبومینوری
- در کبد: اختلال عملکرد کبد
- در سایر قسمتها: خیز، خستگی، تب، هیپوکالمی، کاهش لیبیدو، ایمپوتانس، بی حالی.